# Kawanishi H8K
Kawanishi H8K (二式飛行艇, Nishiki Hikōtei, zahodna oznaka "Emily") je bil velik štirimotorni patruljni leteči čoln, ki ga je uporabljala Imperialna japonska mornarica med 2. svetovno vojno. V letih 1941−1945 so zgradili 167 letal. Uporabljale so se za patruliranje morja, napade na ladj in podmornice in kot transportna letala. Transportna verzija H8K2-L je lahko prevažala 62 vojakov. 

## Specifikacije (Kawanishi H8K2)
Podatki iz Jane’s Fighting Aircraft of World War II
Splošne karakteristike
- Posadka: 10
- Dolžina: 28,15 m (92 ft 4 in)
- Razpon kril: 38,00 m (124 ft 8 in)
- Višina: 9,15 m (30 ft)
- Površina kril: 160 m² (1721 ft²)
- Teža praznega letala: 18380 kg (40436 lb)
- Naložena teža: 24500 kg (53900 lb)
- Maks. vzletna teža: 32500 kg (71500 lb)
- Pogon letala: 4 ×  radialni motorji Mitsubishi Kasei 22, 1380 kW (1850 KM)  vsak

 Zmogljivost 
- Maks. hitrost: 465 km/h (290 mph)
- Doseg: 7150 km (4440 mi)
- Višina leta: 8760 m (28740 ft)
- Hitrost vzpenjanja: 8,1 m/s (1600 ft/min)
- Obremenitev kril: 153 kg/m² (31 lb/ft²)
- Razmerje moč/teža: 0,22 kW/kg (0,14 KM/lb

)Oborožitev

- Strelno orožje: 

  - 5× 20 mm Tip 99 top
  - 5× 7.7 mm (.303 in) Tip 92 strojnice
- Bombe: 2× 800 kg (1764 lb) torpeda ali 1000 kg (2205 lb) bomb ali globinskih bomb

Letalska elektronika

- Mark VI Model 1 radar